# Cynodontia
Phân bộ Răng chó (Danh pháp khoa học: Cynodont) một nhóm động vật thuộc Bộ Cung thú (Therapsid) phát sinh vào cuối kỷ Permi, bao gồm tổ tiên của tất cả các động vật có vú. Các đặc điểm giống như thú có vú của Cynodont bao gồm số lượng xương ở hàm dưới được giảm thiểu, có vòm miệng xương thứ cấp, răng má có hoa văn phức tạp ở vòng đỉnh răng và não được chứa trong khoang sọ. Các hệ thống hang nhiều buồng đã được tìm thấy, chứa tới 20 bộ xương của loài Trirachodon có niên đại vào kỉ Tam Điệp sớm. Những con vật này được cho là đã bị chết đuối do một trận lũ quét.
Các hang này có sức chứa lớn chứng mình rằng những động vật này có khả năng thực hiện các hành vi mang tính xã hội phức tạp. Về mặt sinh học, các loài Cynodont bài tiết hầu hết các chất thải như vậy trong dung dịch urê, như động vật có vú ngày nay và cần một lượng nước đáng kể để giữ cho urê hòa tan, một số loài cynodont như Trucidocynodon là những kẻ săn mồi có kích thước lớn.. Hai nhóm xuất phát từ phân bộ Cynodont đầu tiên đã thành công ở các hốc sinh thái với sự cạnh tranh tối thiểu từ các loài thằn lằn chúa tại thời điểm bấy giờ.